# Livradois
Il Livradois è una regione naturale dell'Alvernia-Rodano-Alpi, in Francia, composta da un massiccio montuoso, parte del Massiccio Centrale, e una zona pianeggiante. È diviso tra i dipartimenti dell'Alta Loira e del Puy-de-Dôme e culmina con i 1.218 metri del Bois Noirs.